# Státní hranice Srbska

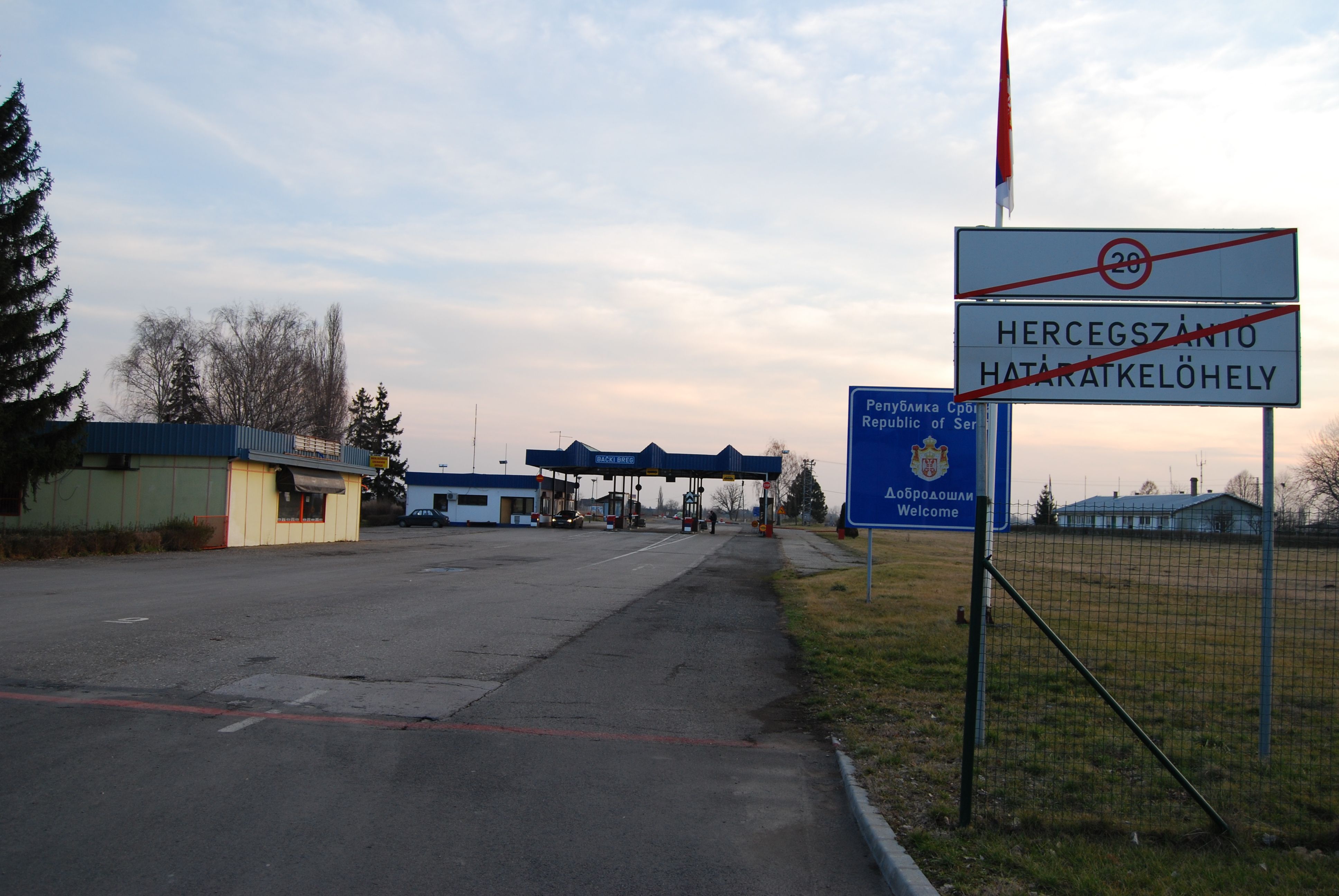
Hraniční přechod do Srbska s Maďarskem

Státní hranice Srbska se v průběhu let velice měnily a patří tak mezi nejživější v Evropě. I dnes jsou velice sporné. Neshody jsou hlavně o jihozápadní hranici, kde vyhlásilo Kosovo samostatnost a ne každý stát ho uznal. Proto některé zdroje uvádějí, že Srbsko sousedí s Albánií a jiní říkají, že s Kosovem, jakožto samostatným státem.
Hraničními státy Srbska dnes jsou:
- Maďarsko – 151 km (sever)
- Rumunsko – 476 km (východ)
- Bulharsko – 318 km (jihovýchod)
- Bosna a Hercegovina – 302 km (západ)
- Chorvatsko – 241 km (severozápad)
- Buď:
  -  Severní Makedonie – 221 km (jih) [pozn. 1]
  -  Černá Hora – 203 km (jihozápad) [pozn. 1]
  -  Albánie – 115 km
- Či:
  -  Kosovo – 352 km (jihozápad)